# Jorge Andrés Rojas
Jorge Andrés Rojas (Facatativá, Cundinamarca, Colombia; 6 de enero de 1983) más conocido como "Chachan"  es un exfutbolista y entrenador de fútbol colombiano. Actualmente dirige al Tigres F.C. de la Primera B del fútbol profesional colombiano.
En su trayectoria como futbolista jugó como defensa en Independiente Santa Fe, Real Cartagena y Juventud Soacha.

## Formación académica
Rojas es profesional del programa de Cultura Física y Deporte de la Universidad Incca de Colombia. Además posee la licencia "A" de la Conmebol.

## Jugador
Jorge Rojas, nació en el municipio de Facatativá, en el departamento de Cundinamarca, en el centro de Colombia. Empezó a jugar fútbol siendo un niño, y después pasó a jugar a la Selección Bogotá, y posteriormente a las divisiones inferiores de Independiente Santa Fe. En las inferiores del equipo cardenal, se formó como futbolista.

#### Independiente Santa Fe
Rojas debutó como profesional con la camiseta de Independiente Santa Fe en el año 2002, tras jugar en las divisiones inferiores por varios años. En ese año, jugó algunos partidos y tuvo un buen rendimiento. Jorge hizo parte de la nómina subcampeona del Fútbol Profesional Colombiano en el primer semestre del año del 2005. Al año siguiente, jugó varios partidos con el equipo cardenal, y fue titular por un tiempo.

#### Real Cartagena
A principios del año 2007, el jugador cundinamarqués fue contratado por el Real Cartagena. En el equipo cartagenero, estuvo un año, donde jugó varios partidos a un buen nivel. Desafortunadamente, el Real Cartagena descendió a la Categoría Primera B. A finales del año, el defensor dejó el club. 

#### Juventud Soacha
Después de haber jugado por un año en el Real Cartagena, Rojas es contratado para reforzar el plantel del Juventud Soacha. En el equipo soachuno, jugó entre el 2008 y 2009; año en el que se retiró del fútbol profesional.

## Entrenador
Su inicio como entrenador se dio en las divisiones inferiores del club Independiente Santa fe logrando varios títulos en los torneos de las ligas nacionales entre esos el del campeonato "Ven y conoce el mundo" eliminatorias para el torneo SKF, lo que lo llevó a participar con su equipo en la versión realizada en Suecia en julio de 2017. Posteriormente se vincula a Tigres F.C. como técnico de la sub-20 y luego de reconocer su buen desempeño en la formación de jugadores, es nombrado asistente técnico del equipo profesional. El 7 de diciembre de 2021, se anuncia su nombramiento como técnico del plantel profesional para la temporada 2022 de la Primera B.

## Clubes

### Jugador[7]
| Club            | País     | Temporadas  |
| --------------- | -------- | ----------- |
| Fair Play       | Colombia | 2000        |
| Santa Fe        | Colombia | 2001 - 2006 |
| Real Cartagena  | Colombia | 2007        |
| Juventud Soacha | Colombia | 2008 - 2009 |

### Otros cargos
| Club     | País     | Temporadas  | Rol               |
| -------- | -------- | ----------- | ----------------- |
| Santa Fe | Colombia | 2011 - 2019 | Formador          |
| Tigres   | Colombia | 2020 - 2021 | Asistente Técnico |

### Entrenador
| Club   | País     | Temporadas    |
| ------ | -------- | ------------- |
| Tigres | Colombia | 2022-presente |

## Estadística como jugador
| Club                       | Div.          | Temporada     | Liga  | Liga  | Copas internacionales | Copas internacionales | Total | Total |
| Club                       | Div.          | Temporada     | Part. | Goles | Part.                 | Goles                 | Part. | Goles |
| -------------------------- | ------------- | ------------- | ----- | ----- | --------------------- | --------------------- | ----- | ----- |
| Fair Play · Colombia       | 2.ª           | 1999          | 1     | 0     | ―                     | ―                     | 1     | 0     |
| Fair Play · Colombia       | Total club    | Total club    | 1     | 0     | 0                     | 0                     | 1     | 0     |
| Santa Fe · Colombia        | 1.ª           | 2000-04       | ¿?    | ¿?    | ―                     | ―                     | ¿?    | ¿?    |
| Santa Fe · Colombia        | 1.ª           | 2005-06       | 21    | 0     | ―                     | ―                     | 21    | 0     |
| Santa Fe · Colombia        | Total club    | Total club    | 21    | 0     | 0                     | 0                     | 21    | 0     |
| Real Cartagena · Colombia  | 1.ª           | 2007          | 8     | 1     | ―                     | ―                     | 8     | 1     |
| Real Cartagena · Colombia  | Total club    | Total club    | 8     | 1     | 0                     | 0                     | 8     | 1     |
| Juventud Soacha · Colombia | 2.ª           | 2008-09       | 59    | 1     | ―                     | ―                     | 59    | 1     |
| Juventud Soacha · Colombia | Total club    | Total club    | 59    | 1     | 0                     | 0                     | 59    | 1     |
| Total carrera              | Total carrera | Total carrera | 89    | 2     | 0                     | 0                     | 89    | 2     |

## Estadística como entrenador
| Tigres Fútbol Club · Colombia | 2.ª                 | 2022                | 42 | 15 | 10 | 17 | 8 | 4 | 2 | 2 | - | - | - | - | 50 | 19 | 12 | 19 | 42.41% |
| Tigres Fútbol Club · Colombia | Total               | Total               | 42 | 15 | 10 | 17 | 8 | 4 | 2 | 2 | 0 | 0 | 0 | 0 | 50 | 19 | 12 | 19 | 47.17% |
| Total en su carrera           | Total en su carrera | Total en su carrera | 42 | 15 | 10 | 17 | 8 | 4 | 2 | 2 | 0 | 0 | 0 | 0 | 50 | 19 | 12 | 19 | 47.17% |
| 1. 2.                         |                     |                     |    |    |    |    |   |   |   |   |   |   |   |   |    |    |    |    |        |

## Controversia
En 2023 Chachan fue denunciado públicamente en el programa televisivo Buen día, Colombia del Canal RCN por el influencer y realizador de directos Diego Neira, de haberle pedido un dinero para que esté pudiera llegar al plantel profesional del Tigres Fútbol Club de la Categoría Primera B. Chachan aclaro que lo dicho por Neira es falso y que la salida del jugador del club se debió a reiterados actos de indisciplina lo cual fue respaldado por las directivas del club.